# Martine Lambert
Martine Lambert, née le 26 janvier 1951 à Pontoise, est une actrice française qui ne tourna que des rôles d'enfants entre 1956 et 1961.

## Filmographie

### Cinéma
- 1956 : Le Sang à la tête de Gilles Grangier - La petite fille
- 1960 : La Française et l'Amour de Henri Decoin - Gisèle Bazouche dans le sketch : "L'Enfance"
- 1961 : La Traversée de la Loire de Jean Gourguet
- 1961 : Les lions sont lâchés de Henri Verneuil

### Télévision
- 1961 : Le Théâtre de la jeunesse : Cosette d'après Les Misérables de Victor Hugo, réalisation Alain Boudet : Éponine